# Patensie
Patensie este un oraș din provincia Oos-Kaap, Africa de Sud.